# Orunia Górna-Gdańsk Południe

Lage des Stadtbezirks Orunia Górna-Gdańsk Południe in Danzig

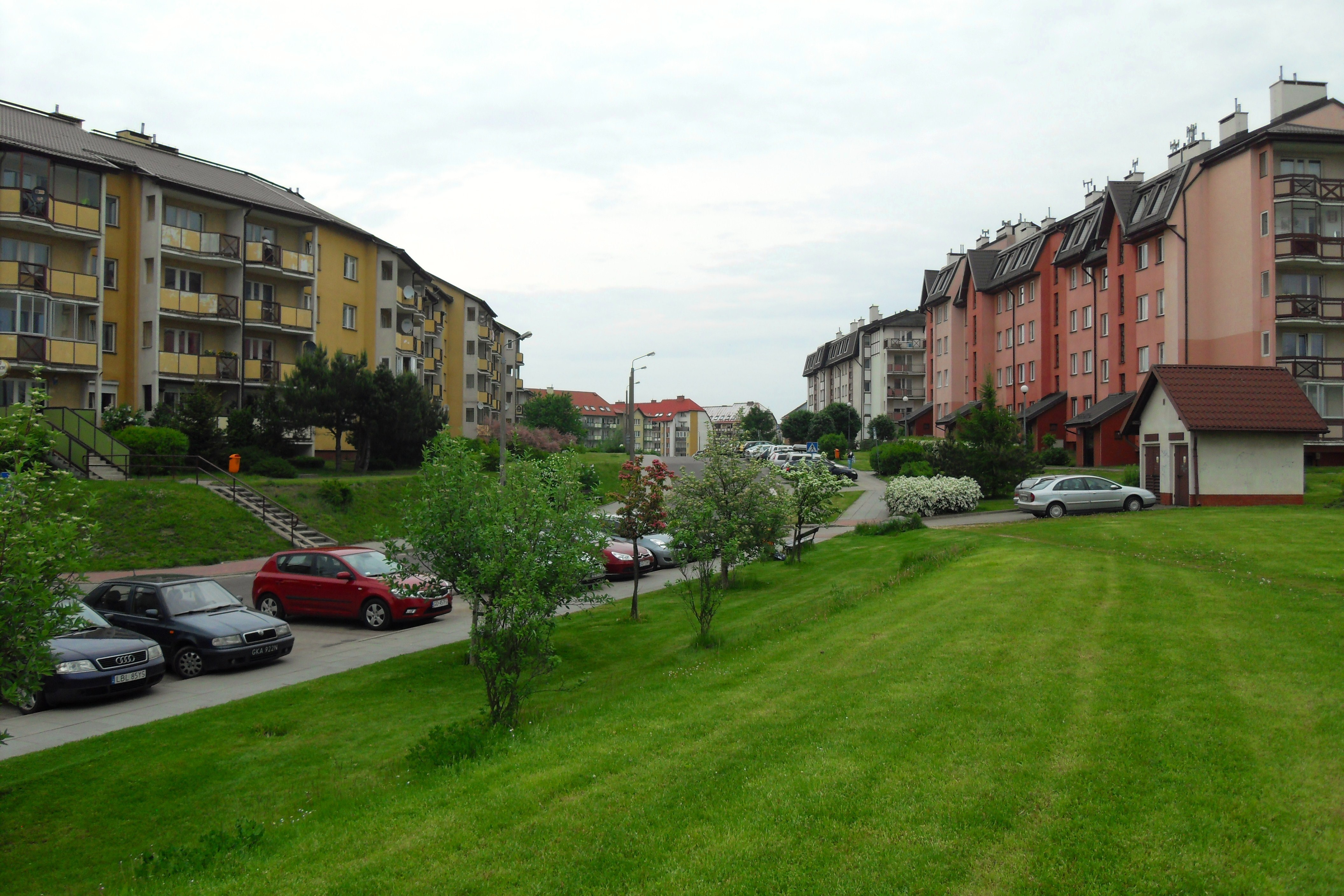
Orunia Górna

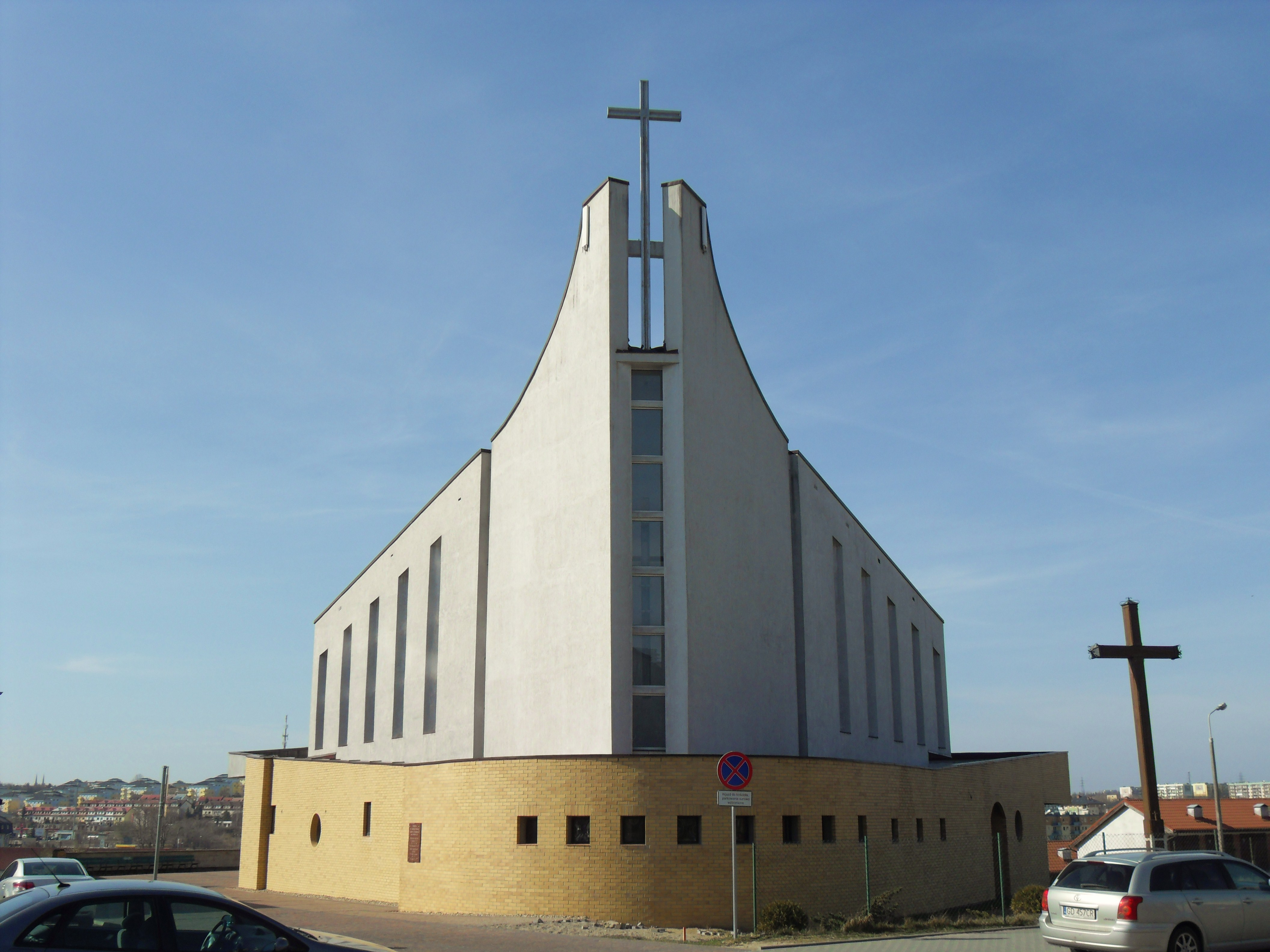
Kirche św. Jadwigi Królowej in Orunia Górna

Orunia Górna-Gdańsk Południe (übersetzt Hoch-Ohra und Danzig-Süd) ist seit dem 24. März 2019 der 35. und jüngste Stadtbezirk von Gdańsk (Danzig) in Polen. Dieser umfasst eine Fläche von 7,2 km² und zählt 19.807 Einwohner mit einer Bevölkerungsdichte von 2751 Einwohnern/km². Durch einen Stadtratsbeschluss vom 30. August 2018 wurde der einwohnerstärkste Stadtbezirk Chełm (deutsch Stolzenberg) geteilt.

## Geschichte
Im Jahr 2010 wurde der einwohnerstärkste Stadtbezirk Chełm i Gdańsk Południe (übersetzt Stolzenberg und Danzig-Süd) in die Bezirke Chełm und Ujeścisko-Łostowice (Wonneberg und Schönfeld) geteilt. Der Bezirk hatte vor der Teilung etwa 72.000 Einwohner. Deren Zahl wuchs in Chełm von 45.704 in 2011 auf mehr als 51.000 an.
Teile des Gebiets kamen 1973 administrativ zur Stadt Danzig.
Während des Zweiten Weltkriegs wurde eine Abteilung des Stalag XX B bei Stolzenberg eingerichtet, in Matzkau befanden sich das Strafvollzugslager Danzig-Matzkau und die Außenstelle Matzkau des KZ Stutthof. Reste der Lager sind noch vorhanden. Stolzenberg war ein Hauptort der Königlich-Preußischen Immediatstadt Stolzenberg (vereinigte Vorstädte) in Westpreußen, die unmittelbar dem König von Preußen unterstand und von 1772 bis 1814 bestand.

## Geografie
Der Bezirk liegt im Süden der Stadt und grenzt an die Bezirke Ujeścisko-Łostowice, Chełm, Orunia-Św. Wojciech-Lipce und die Landgemeinden Pruszcz Gdański und Kolbudy im Süden.

### Gliederung
- Orunia Górna (übersetzt Hoch-Ohra)
- Maćkowy (Matzkau)
- Borkowo (Borgfeld) mit den Neubaugebieten
  - Cztery Pory Roku (übersetzt Vier Jahreszeiten)
  - Moje Marzenie (übersetzt Mein Traum)
  - Os. Kolorowe (übersetzt Bunte Siedlung).

## Sehenswürdigkeiten und Gebäude
- Kirche św. Jadwigi Królowej
- BaltiMed-Gesundheitszentrum.